# Helge Palmcrantz

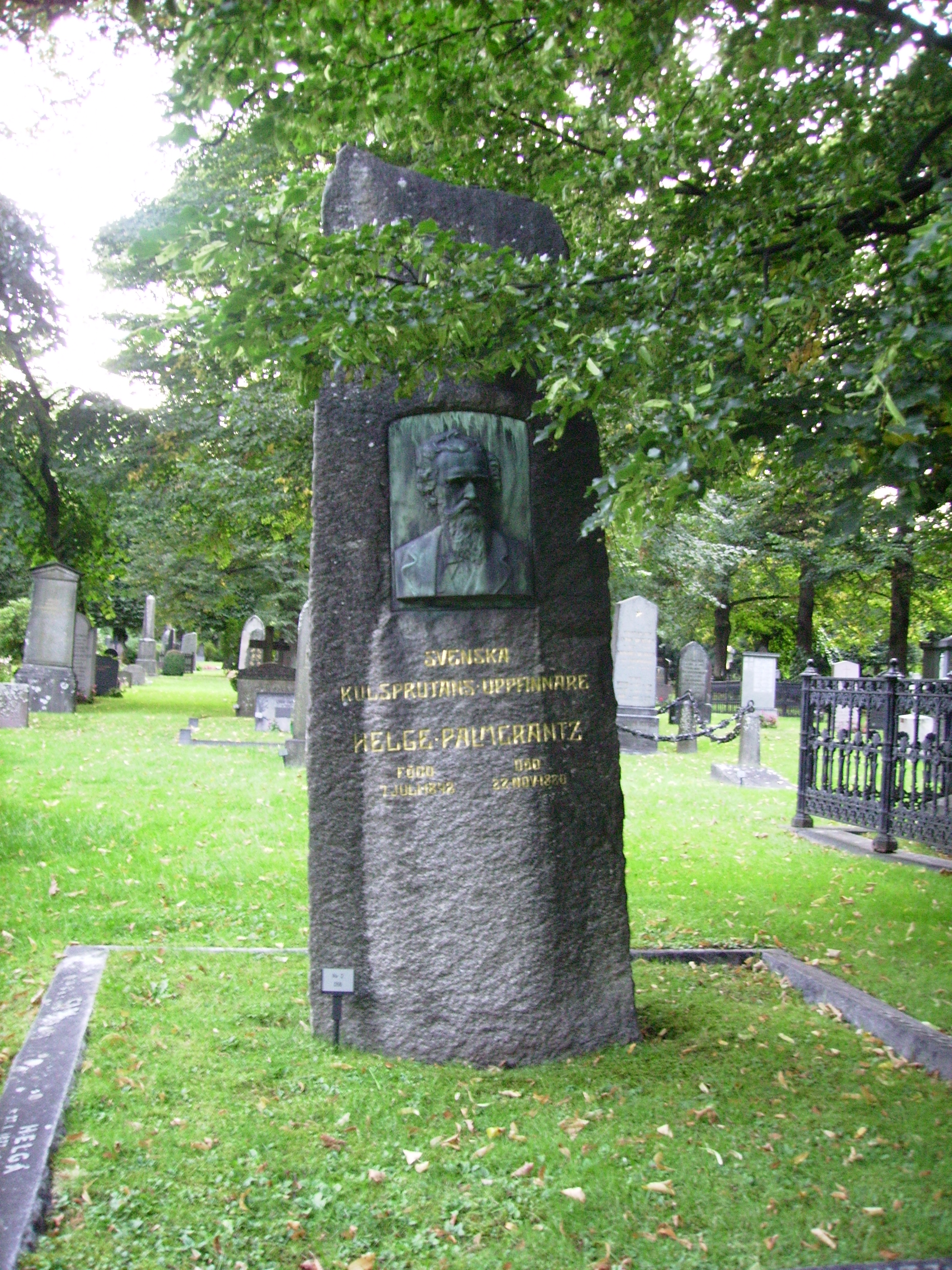
Grób Palmcrantza

Helge Palmcrantz (ur. 7 lipca 1842, zm. 22 listopada 1880) – szwedzki wynalazca i przemysłowiec. Opracował między innymi kartaczownicę Nordenfelta.